# Spektrofotometria

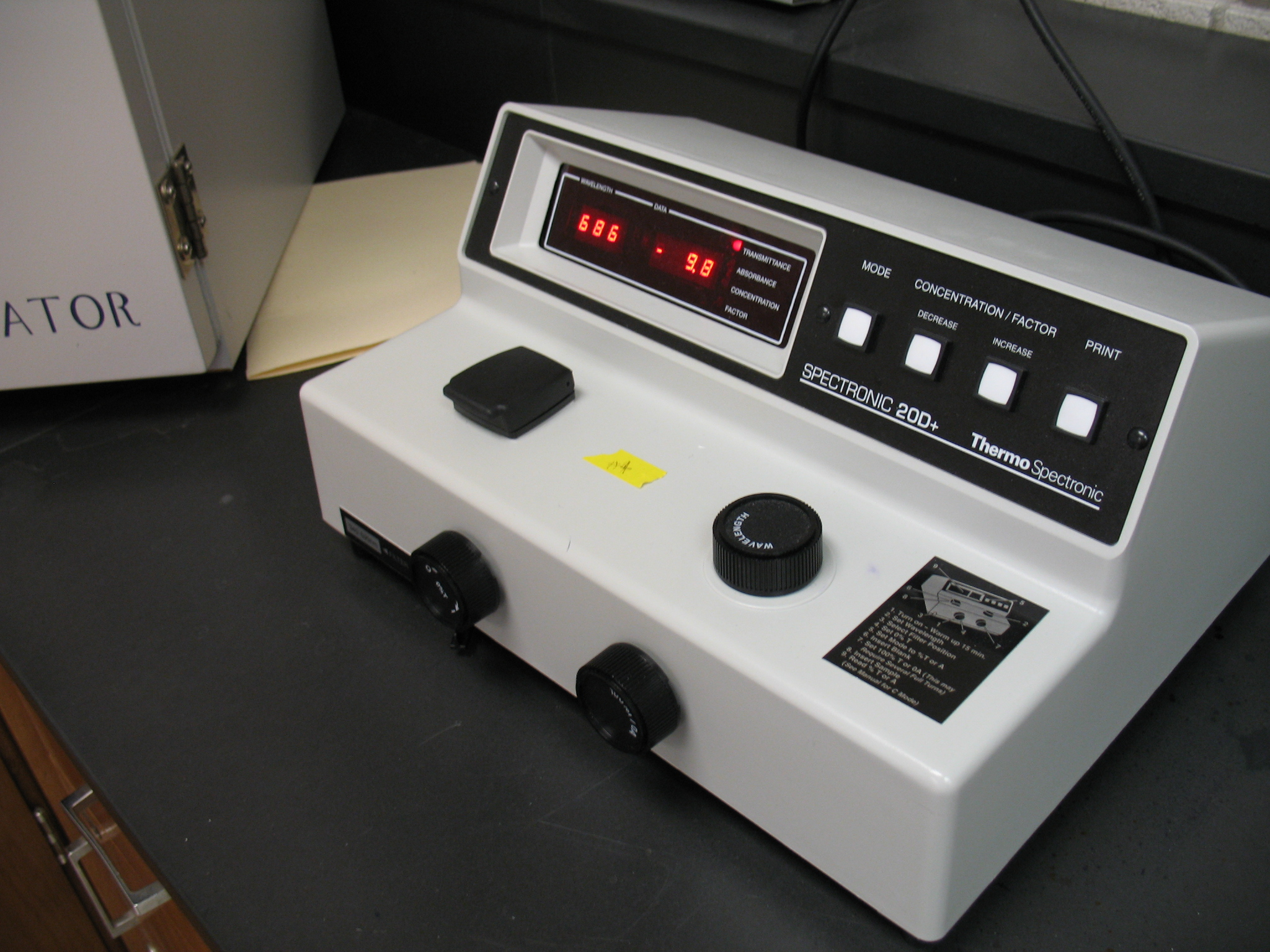
Prosty spektrofotometr

Spektrofotometria – technika pomiarowa polegająca na ilościowym pomiarze transmisji lub odbicia światła przez próbkę. Od połowy XX wieku stanowi główne narzędzie spektroskopii absorpcyjnej i odbiciowej w bliskim nadfiolecie i świetle widzialnym, a dawniej również w podczerwieni, znajdując szerokie zastosowanie w chemii analitycznej, biologii, medycynie i badaniach materiałowych.

## Spektrofotometria UV-VIS
Typowe spektrofotometry UV-VIS umożliwiają pomiar w całym zakresie światła widzialnego oraz bliskim nadfiolecie, a więc w przedziale 180/200–800 nm. Zakres nadfioletu dalekiego (próżniowego) jest zwykle pomijany, gdyż występuje wówczas absorpcja promieniowania przez powietrze i wymagane jest stosowanie spektrofotometrów próżniowych. Niektóre spektrofotometry umożliwiają pomiar w zakresie fal krótszych, aż do 165 nm, oraz bliskiej podczerwieni aż do 3000 nm.

### Elementy składowe

Schemat działania spektrofotometru jednowiązkowego

Podstawowymi elementami typowego spektrofotometru są: źródło światła, monochromator, miejsce umieszczenia próbki i wzorca (w przypadku próbek ciekłych i gazowych stosuje się kuwety pomiarowe) oraz fotodetektor.
Źródło światła
Zwykle stosuje się źródła promieniowania ciągłego, przy czym w zakresie do 380/400 nm stosuje się lampy wodorowe lub deuterowe, natomiast w zakresie od 350/380 stosuje się lampy wolframowe lub wolframowo-halogenowe. Niekiedy stosuje się również wysokociśnieniowe ksenonowe lampy łukowe, obejmujące cały zakres UV-VIS. Wprowadza się także przestrajalne lasery barwnikowe, które zwiększają zdolność rozdzielczą i czułość pomiarów.
Monochromator i inne elementy systemu optycznego
Do wydzielenia właściwego pasma z szerokiego zakresu spektralnego źródła stosuje się monochromatory. Monochromator składa się z elementu dyspersyjnego (rozszczepiającego) oraz dwóch szczelin. Szczelina wejściowa wydziela wiązkę kierowaną na element dyspersyjny, szczelina wyjściowa wycina właściwe pasmo z rozszczepionego widma. Elementem dyspersyjnym może być pryzmat kwarcowy lub siatka dyfrakcyjna. Wadą pryzmatu jest to, że dyspersja nie jest równomierna w całym zakresie widma, przez co szerokość pasma przy ustalonej szerokości szczeliny zależy od długości fali. W przypadku siatek dyfrakcyjnych zwykle stosuje się siatki odbiciowe, które cechują się wydajnością optyczną większą niż siatki transmisyjne. Często stosuje się układ kilku monochromatorów, w którym wiązkę rozdziela się wstępnie za pomocą pryzmatu lub siatki małej rozdzielczości (tzw. premonochromatora). W skład monochromatora wchodzi też kolimator, który zamienia wiązkę w wiązkę równoległą; w spektrofotometrach UV-VIS rolę tę pełnią zwierciadła. Typowymi monochromatorami stosowanymi w spektrofotometrach są układy Littrowa, Eberta i Czernego-Turnera.
System optyczny spektrofotometru zawiera też inne elementy, na  przykład soczewki i zwierciadła, jednak ich rola jest uboczna.
Kuweta

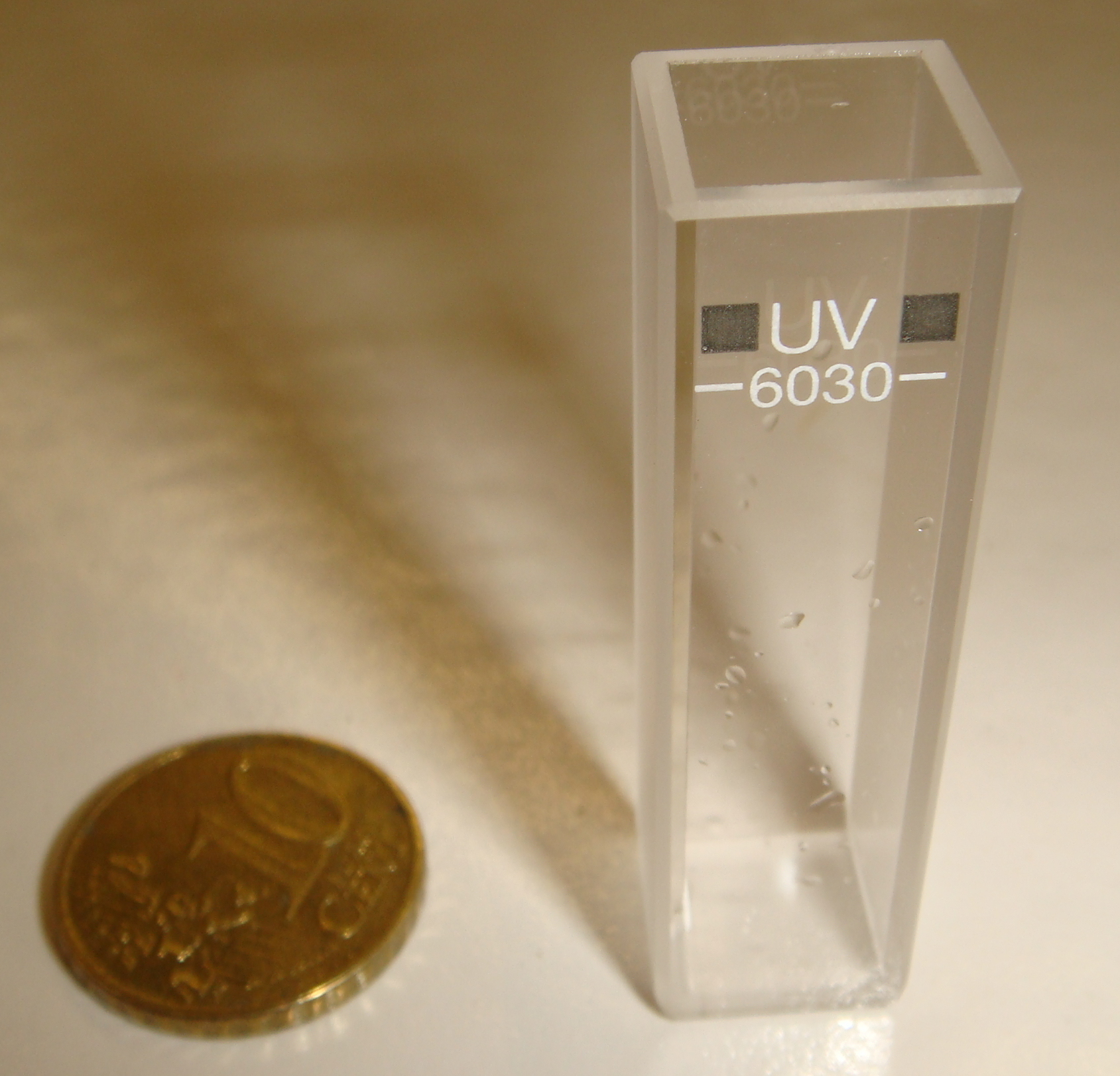
Kuweta kwarcowa do pomiarów absorpcji w nadfiolecie

W przypadku badania próbek ciekłych lub gazowych stosuje się kuwety pomiarowe. Kuwety pomiarowe muszą być starannie wykonane, zapewniać dokładnie znaną grubość warstwy absorbującej, wykazywać odporność na działanie chemikaliów i dużą transmisję promieniowania. Stosuje się głównie kuwety o grubości 10 mm, spotyka się jednak również kuwety o mniejszej lub większej grubości. W przypadku badań w nadfiolecie stosuje się kuwety kwarcowe lub krzemionkowe, natomiast w świetle widzialnym kwarcowe lub ze szkła optycznego, niekiedy z tworzyw sztucznych. Stosuje się też specjalne typy kuwet, na przykład przepływowe lub z płaszczem wodnym.
Detektory i układy pomiarowe
Detektor służy do zamiany padającego promieniowania elektromagnetycznego na sygnał elektryczny. Do tego celu stosuje się głównie fotokomórki, fotopowielacze i fotodiody półprzewodnikowe. Sygnał z detektora kierowany jest do układu pomiarowego, którym może być odpowiednio wyskalowany galwanometr. Stosuje się również układy kompensacyjne, w których pomiaru dokonuje się za pomocą obniżenia natężenia wiązki porównawczej do wielkości równej natężeniu wiązki przechodzącej przez próbkę (np. za pomocą filtrów klinowych). W unowocześnionych spektrofotometrach stosuje się systemy elektroniczne, często sprzężone z układami komputerowymi, pełniącymi różnorakie funkcje w zakresie prezentacji, analizy, obróbki i zapisu danych.
Dodatkowe oprzyrządowanie
W skład spektrofotometru może też wchodzić dodatkowe oprzyrządowanie, na przykład przystawki termostatowane, sfery całkujące, polaryzatory, układy umożliwiające pomiary dyspersji skręcalności optycznej i dichroizmu kołowego. Stosuje się również układy spektrofotometryczne wyposażone w światłowody, umożliwiające pomiary in situ.

### Podział
Ze względu na sposób rejestracji spektrofotometry dzieli się na:
- punktowe – obsługiwane manualnie, dokonujące wyłącznie pomiarów bezpośrednich
- samorejestrujące – automatycznie rejestrujące widmo. Współczesne spektrofotometry tego typu zawierają komputer, dawniej widmo było rysowane na papierze przesuwającym się wraz z przemiataniem widma[5].

Spektrofotometry dzieli się również na:
- jednowiązkowe – odnośnik i próbka badana są kolejno wprowadzane w bieg wiązki
- dwuwiązkowe – wiązka jest dzielona na dwie jednakowe, równoległe wiązki, z których jedna przechodzi przez odnośnik, a druga przez próbkę; stosuje się układ z dwoma detektorami albo z jednym detektorem, do którego wiązki są wprowadzane naprzemiennie przez drgający pryzmat lub poruszające się zwierciadło[10].

Istnieje także podział na:
- spektrofotometry klasyczne
- spektrofotometry z detekcją równoległą – w odróżnieniu od klasycznych przez próbkę przechodzi w nich wiązka światła o widmie ciągłym, która następnie jest dzielona przez polichromator; poszczególne pasma widma padają na różne miejsca matrycy fotodiodowej.

### Parametry spektrofotometru
Spektrofotometr charakteryzowany jest przez następujące parametry:
- zakres spektralny – przedział widma, w którym spektrofotometr może dokonać pomiaru
- spektralna zdolność rozdzielcza – najmniejsza możliwa do uzyskania na danym przyrządzie spektralna szerokość wiązki przy danej długości fali
- spektralna szerokość wiązki – szerokość połówkowa rozkładu energii wiązki wychodzącej z monochromatora
- dokładność skali
- procentowa zawartość światła rozproszonego.

## Spektrofotometria IR
Zasada działania spektrofotometrów dokonujących pomiarów światła podczerwonego jest zbliżona do zasady działania spektrometrów UV VIS, konieczne jest jednak stosowanie innych materiałów. Rolę źródła promieniowania pełni pręt Nernsta, wykonany z tlenku cyrkonu z domieszkami innych tlenków, rozgrzewany do temperatury 1000–1800 °C, albo Globar, wykonany z węgliku krzemu. Stosowane pryzmaty wykonuje się z NaCl, KBr albo LiF. Jako detektory stosuje się termopary, bolometry albo detektory pneumatyczne, między innymi komórkę Golaya, opierające się na pomiarze ciśnienia gazu podgrzewanego przez promieniowanie podczerwone. Spektrofotometry IR są wypierane przez spektrometry 
fourierowskie.